# Chonchi
Chonchi es una ciudad de la zona sur de Chile ubicada en la Isla Grande de Chiloé, en la comuna de Chonchi de la Provincia de Chiloé en la Región de Los Lagos. En el censo de población del año 2017 su población era de 5632 habitantes, el 38,5% del total comunal.

## Descripción

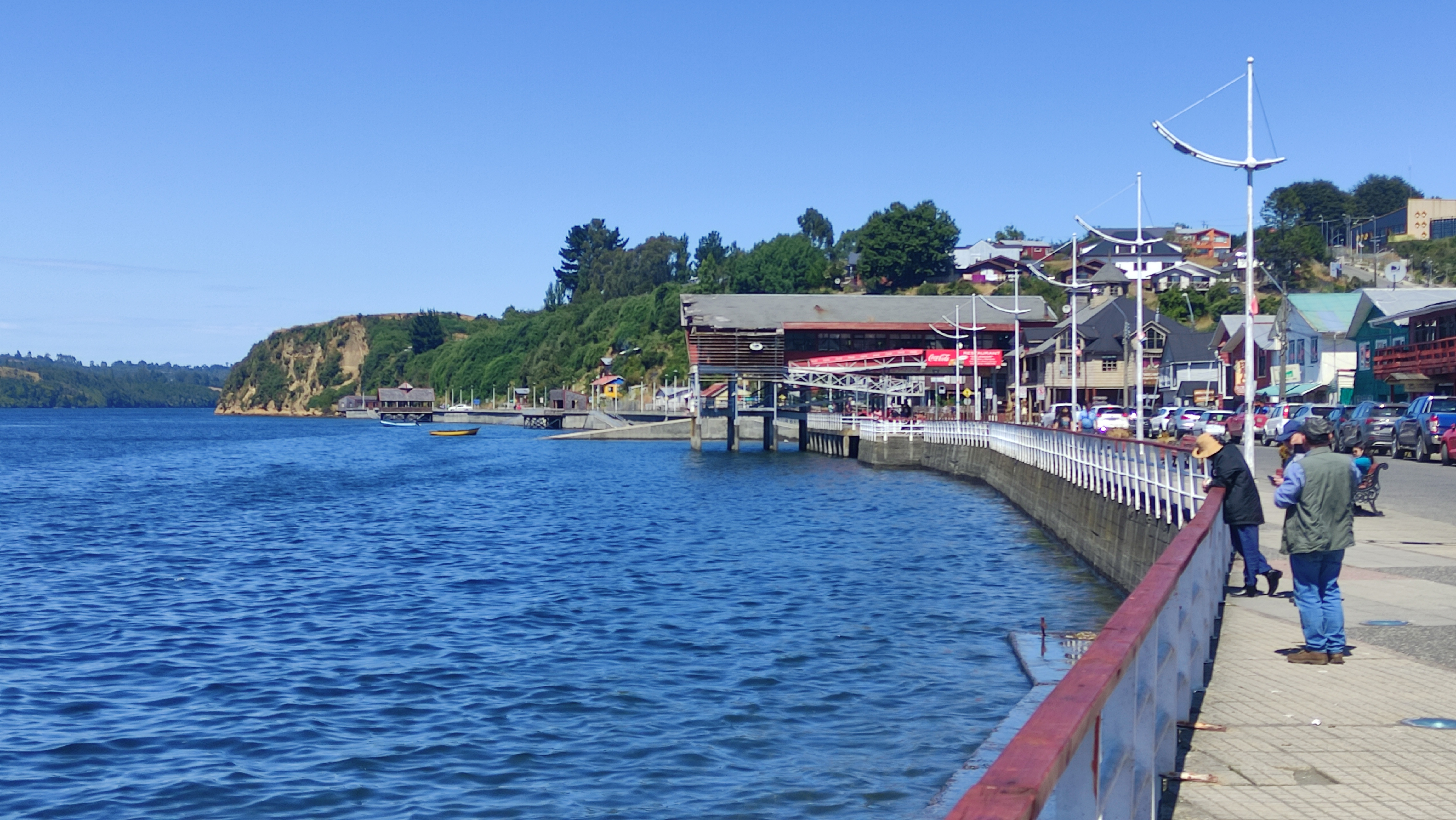
Costanera en 2024

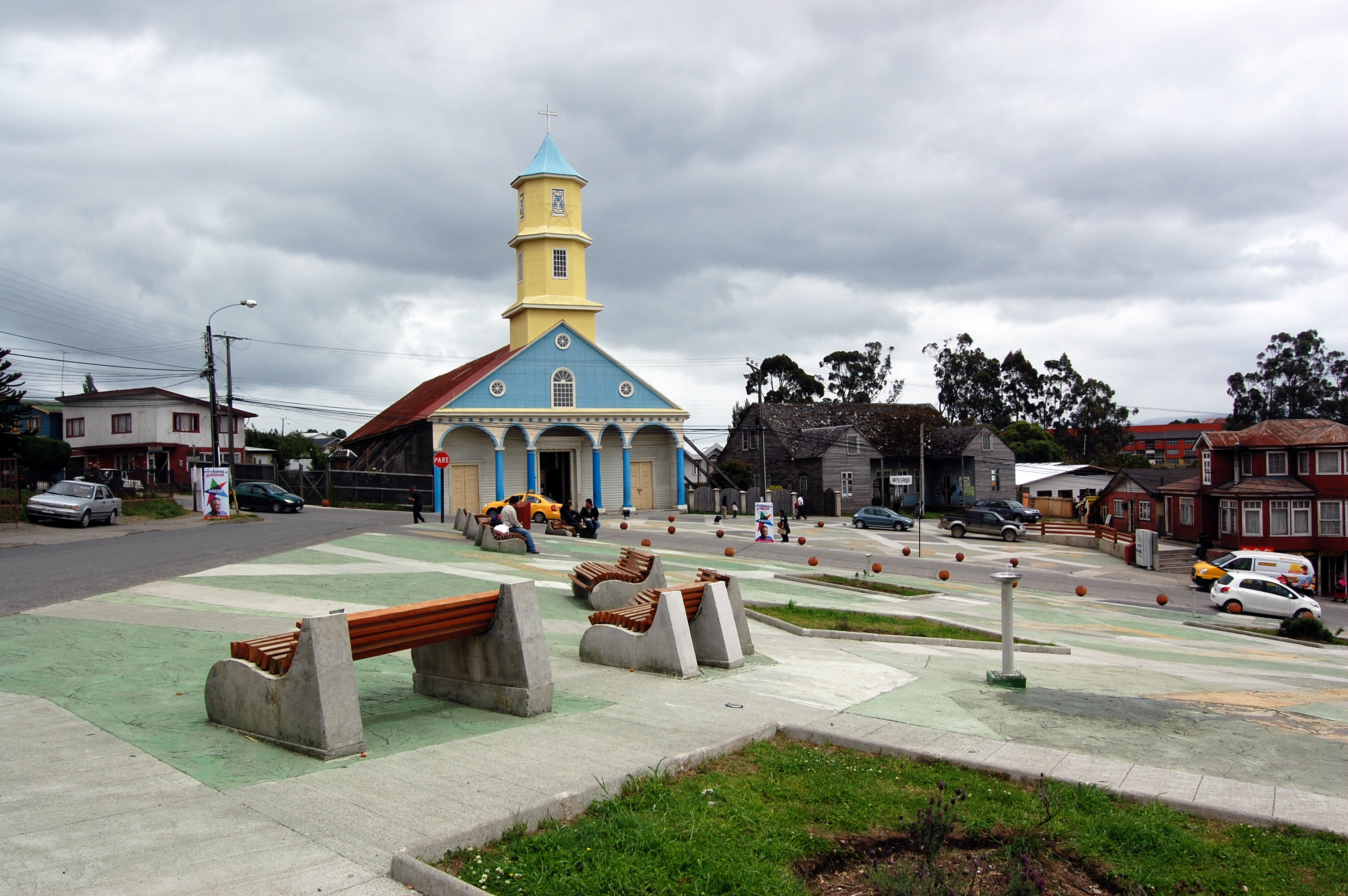
iglesia de Chonchi y plaza en 2010

El pueblo de Chonchi se ubica en la costa oriental de Chiloé, unos 25 km al sur de Castro. Se llega a él desde el norte a través de un desvío de unos 2 km en la carretera Panamericana entre Castro y Quellón y desde el sur, del mismo modo o a través de la ruta que se origina en Queilén. Está emplazado sobre tres terrazas naturales, de ahí el apodo de Ciudad de los Tres Pisos. El primer piso corresponde al puerto, el segundo a gran parte de las casas antiguas de calle Centenario y el tercero a la plaza y la Iglesia. La calle Centenario fue declarada monumento nacional de Chile en la categoría "Zona típica" y se caracteriza por sus grandes casas de madera, construidas a principios del siglo XX durante el auge de la explotación del ciprés de las Guaitecas, cuando el chonchino Ciriaco Álvarez era apodado "Rey del Ciprés".
La iglesia de Chonchi, es una de las 16 iglesia de madera de Chiloé que fueron declaradas Patrimonio de la Humanidad por la Unesco. Su construcción fue comenzada en 1754 y no fue terminada antes de 1859.
El Museo de las Tradiciones Chonchinas es una casa cuyo primer piso está ambientado como la vivienda de una familia acomodada de principios del siglo XX, mientras que en el segundo piso y en el patio se reúnen distintas piezas de la vida cotidiana de Chiloé durante el siglo XX.

## Historia
Chonchi fue fundado como San Carlos de Chonchi el 3 de agosto de 1767, y en 1787 tenía 315 habitantes. En 1833 fue reconocida como el pueblo más importante al sur de la isla. El creador del himno a Chiloé, Manuel Jesús Andrade Bórquez, nació en Chonchi el 21 de junio de 1886. En 1930, la ciudad tenía 14 546 habitantes. El terremoto de 1960 destruyó casi todos los palafitos.

## Administración

### Lista de alcaldes
- 1992-1996 Eliodoro Macías Vargas DC.
- 1996-2000 Juan José Luis Cárdenas Quenti RN.
- 2000-2004 Juan José Luis Cárdenas Quenti RN.
- 2004-2008 Pedro Andrade Oyarzún DC.
- 2008-2012 Pedro Andrade Oyarzún DC.
- 2012-2016 Pedro Andrade Oyarzún DC.
- 2016-2020 Fernando Oyarzún Macias IND.

## Cultura

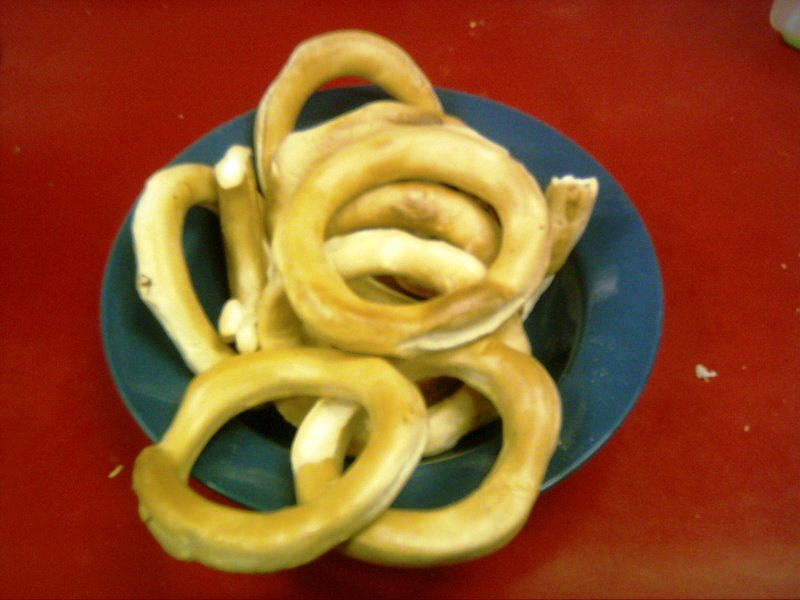
Roscas chonchinas

Dos recetas típicas de la cocina chonchina son el licor de oro, hecho con suero de leche, azafrán y huevo, y las roscas chonchinas, que primero se hierven y luego se hornean.
La fiesta criolla o fiesta costumbrista se realiza todos los años en el segundo fin de semana de febrero, en el Parque Municipal de Notuco. Es una feria costumbrista donde se puede apreciar la gastronomía típica de la zona, artesanía, folklore y faenas típicas del campo.

## Economía

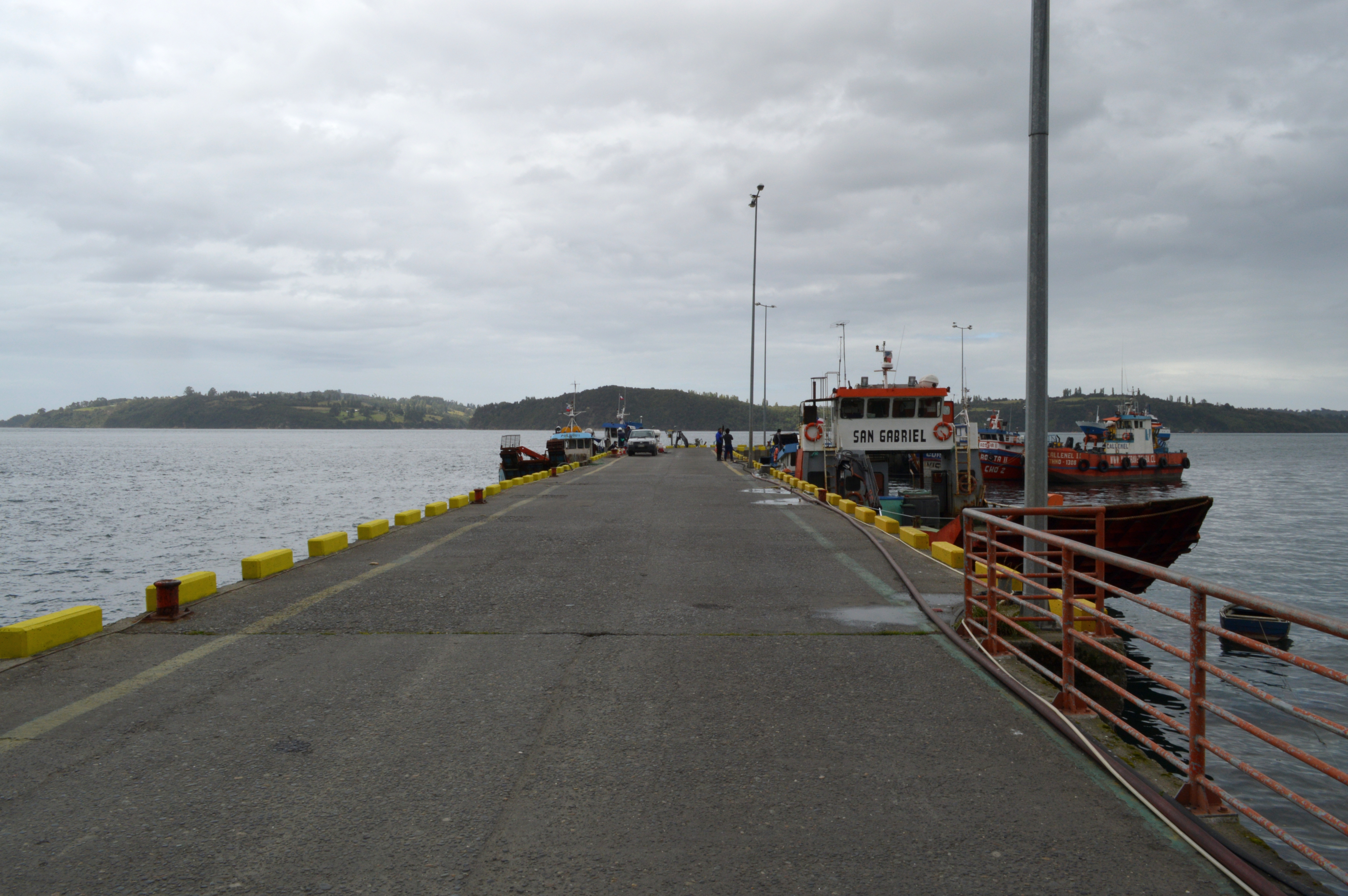
Navíos de la zona y Muelle de Chonchi

En 2018, la cantidad de empresas registradas en Chonchi fue de 240. El Índice de Complejidad Económica (ECI) en el mismo año fue de -0,64, mientras que las actividades económicas con mayor índice de Ventaja Comparativa Revelada (RCA) fueron Elaboración de Congelados de Pescados y Mariscos (255,3), Reproducción y Crianzas de Peces Marinos (123,29) y Reparación de Embarcaciones Menores (33,42).

## Medios de comunicación

### Radioemisoras
Se pueden captar no solamente radios locales, sino que además emisoras provenientes de Castro, el sector de Molulco (comuna de Quellón), Puqueldón, Dalcahue, Curaco de Vélez, Achao, y Queilen; algunas con dificultad y otras en buena recepción, dependiendo de ciertos lugares de la ciudad o de la comuna.
FM
- 99.1 MHz - Radio Libertad (local)
- 100.7 MHz - Radio Nahuel (local y provincial)
- 104.7 MHz - Radio El Lago (Sin emisión actualmente)
- 105.1 MHz - Radio San Carlos (local)
- 107.3 MHz - Radio Coihuín (Proveniente del sector de Molulco. Solo se capta en el sector sur de la comuna de Chonchi, en el límite de la Comuna de Quellón)
- 107.7 MHz - FM Stylo (Proveniente del sector de Compu. De la misma manera que la frecuencia anterior, solo se capta en el sector sur de la comuna)

#### Radios Online
- Radio Nahuel (Sección Señal Chonchi 100.7 FM)
- Radio San Carlos

### Televisión
De la misma forma que las radios, se podrán sintonizar los canales de televisión provenientes desde Castro, tanto análogas, como digitales. Actualmente el único canal local es el TV Nahuel (Canal 7). Dicha señal aún no inicia sus transmisiones en la señal digital 7.1, como así su señal OneSeg 7.31 (33 Mux Físico), de la cual fue asignada por la Subtel. 

#### IPTV
- TV Nahuel n

MEDIOS DIGITALES
*#chonchiinforma : Es un medio de comunicación digital, enfocado principalmente a las redes sociales,su objetivo es entregar información breve y al instante sobre , noticias comunales, provinciales y nacionales.Se puede encontrar en Facebook, Instagram y WhatsApp.